# Посельское (Забайкальский край)
Посельское — село в Чернышевском районе Забайкальского края России в составе сельского поселения «Икшицкое».

## География
Находится в юго-восточной части района на расстоянии примерно 20 километров на восток от поселка Чернышевск.

## Климат
Климат резко континентальный. Ср. температура в июле +16 +20 °C (максимальная +37 °С), в янв. −26 −30 °C (абс. минимум −57 °С). Осадков выпадает 300—350 мм/год. Вегетационный период продолжается от 130 до 150 дней.

## История
Основано оседлыми эвенками и приписанными крестьянами в середине XVIII века. Альтернативное название Верх-Курлыч. В 1960-70-х годах насчитывало около 50 дворов.

## Население
| 2010 | 2021 |
| ---- | ---- |
| 0    | →0   |

Постоянное население составляло 6 человек в 2002 году (русские 100 %), 0 человек в 2010 году.